# Miasteczko Krajeńskie
Miasteczko Krajeńskie anhörenⓘ (deutsch Friedheim, früher Miastetzko, auch Städtchen) ist eine Stadt mit etwa 1200 Einwohnern in der Woiwodschaft Großpolen im Powiat Pilski (deutsch Schneidemühl).

## Geographische Lage
Miasteczko Krajeńskie (Friedheim) liegt am Netzebruch, etwa zwanzig Kilometer südöstlich der Stadt Piła (Schneidemühl) und drei Kilometer nördlich der Netze (Noteć).

## Geschichte
|  |

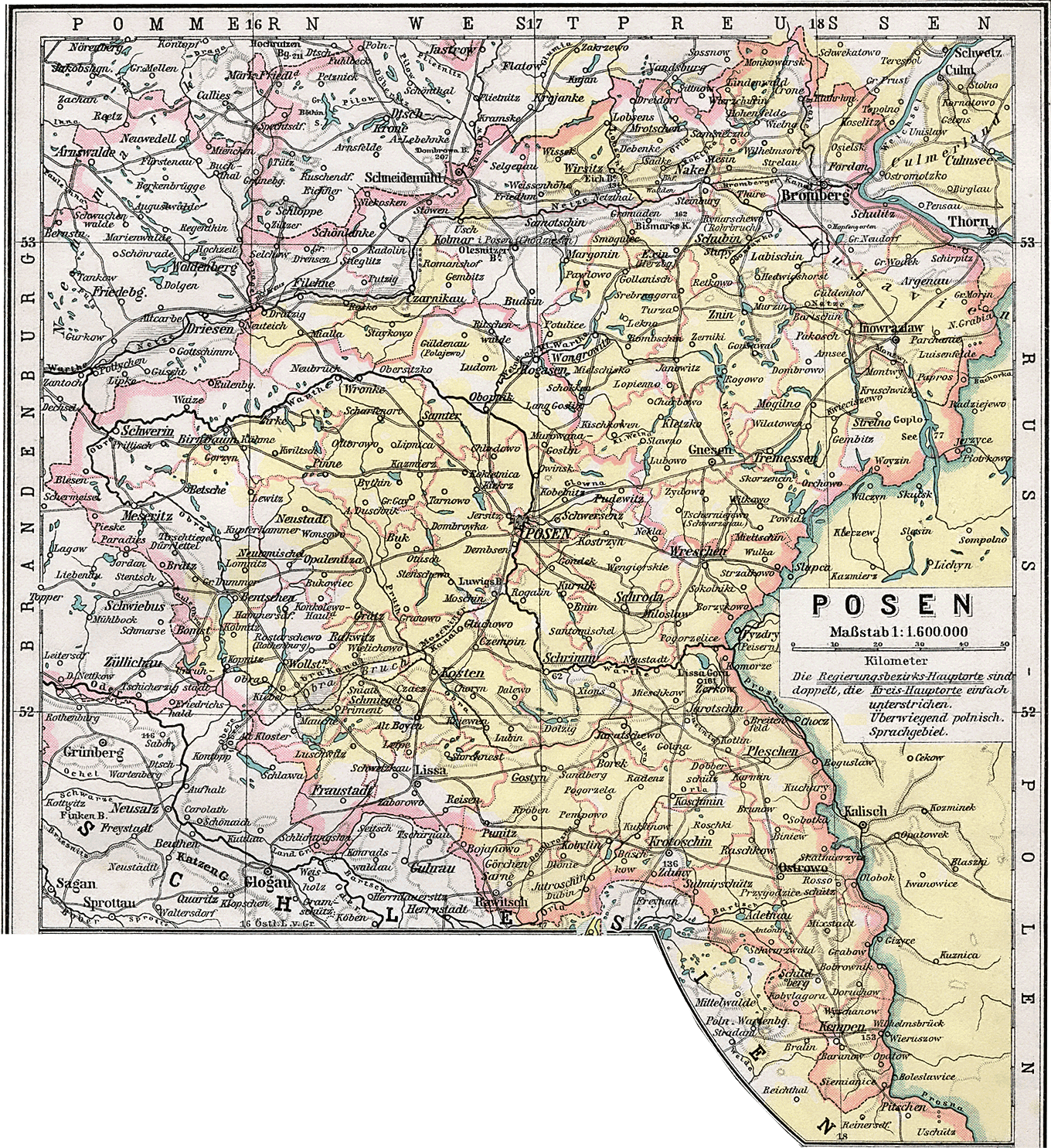
Friedheim südöstlich der Stadt Schneidemühl und südwestlich der Stadt Wirsitz auf einer Landkarte der Provinz Posen von 1905 (gelb markierte Flächen kennzeichnen Gebiete mit seinerzeit mehrheitlich polnischsprachiger Bevölkerung).

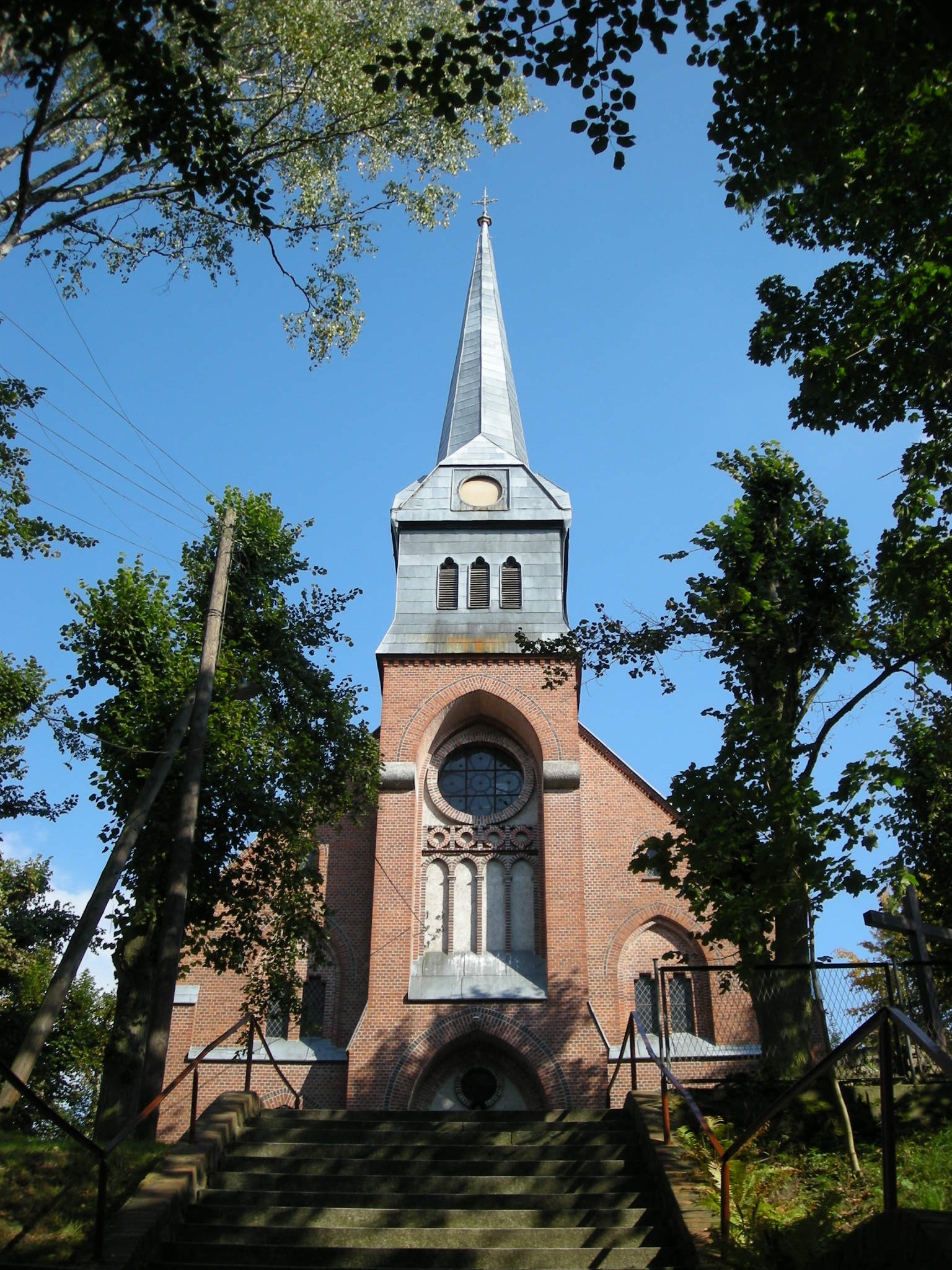
Neugotische Kirche, erbaut 1899 als evangelische Pfarrkirche.

Miasteczko Krajeńskie erhielt in der zweiten Hälfte des 15. Jahrhunderts das Stadtrecht. Der Ortsname Miasteczko bedeutet ‚Städtchen‘, der deutsche Ortsname lautete früher Miastetzko, oder Städtchen. Mit der Ersten Teilung Polens kam die Stadt 1772 von der polnisch-litauischen Woiwodschaft Kalisch ans Königreich Preußen. Die Stadt gehörte zu dem in der Nähe liegenden Rittergut Brostowo; um 1790 besaß es der Gutsbesitzer Arndt, im 19. Jahrhundert gehörte es einem Herrn Rosenau.
Von 1816 bis 1920 gehörte Miastetzko zum Landkreis Wirsitz im Regierungsbezirk Bromberg der preußischen Provinz Posen. Die Stadt hatte eine katholische Kirche und eine evangelische  Kirche; letztere war 1899 im neugotischen Baustil errichtet worden. Im Stadtgebiet gab es eine Ziegelei und eine Molkerei. Über ihren Bahnhof wurde die Stadt 1861 an die Linie Schneidemühl – Thorn der Preußischen Staatsbahn angeschlossen. Im Umfeld der Stadt existierten natürliche Braunkohlen-Lager; 1874 vergab die preußische Verwaltung Bergwerksrechte für solche Braunkohlenvorkommen an den Rittergutsbesitzer Ferdinand Rosenau zu Brostowo. 1875 erfolgte die Umbenennung in Friedheim.
Nach dem Ersten Weltkrieg musste das Kreisgebiet zusammen mit der Stadt Friedheim aufgrund der Bestimmungen des Versailler Vertrags an Polen abgetreten werden. Zunächst gehörte die Stadt zur Woiwodschaft Posen, kam aber am 1. April 1938 an die Woiwodschaft Großpommerellen (vor Gebietszuwachs noch: Pommerellen). Von 1939 bis 1945 gehörte Friedheim zum Landkreis Wirsitz im neu eingerichteten Reichsgau Danzig-Westpreußen, gehörte aber ab Aufnahme der ihrer Amtsgeschäfte im März 1945 wieder zur Woiwodschaft (Groß)-Pommerellen.   
Nach dem Zweiten Weltkrieg fiel Friedheim wieder an Polen. Die deutsche Bevölkerung wurde vertrieben.
Zum 1. Januar 1973 wurde die Ortschaft zum Dorf zurückgestuft, zum 1. Januar 2023 erhielt sie ihr Stadtrecht wieder.

### Einwohnerzahlen
- 1783: 0327, davon 199 evangelische Deutsche, der Rest Polen[2]
- 1788: 0302[3]
- 1816: 0367, davon 202 Evangelische und 165 Katholiken[3]
- 1837: 0575[3]
- 1843: 0702[3]
- 1858: 0991[3]
- 1861: 1025[3]
- 1885: 0964[9]
- 1909: 1012[10]
- 1921: 1200, darunter 600 Deutsche[11]
- 2010: 1150

## Gemeinde
Zur Stadt-und-Land-Gemeinde Miasteczko Krajeńskie gehören weitere acht Ortschaften mit einem Schulzenamt.

## Persönlichkeiten
Auf dem Friedhof der Ortschaft befindet sich das Grabmal des Bauern und „Nationalhelden“ Michał Drzymała (1857–1937), der in Grabówno gestorben ist.